# Famille Passerat
La famille Passerat anciennement Salomonati est une famille subsistante de la noblesse française, originaire de Châtillon-en-Michaille, en Bugey. Elle a donné deux branches subsistantes : Passerat de La Chapelle et Passerat de Silans. Seule la branche Passerat de Silans prouve une noblesse.
Elle compte parmi ses membres un médecin, deux officiers et un député.

## Histoire
La famille Passerat est originaire de Châtillon-en-Michaille.
Arnaud Clement écrit dans La noblesse française que la filiation de la branche aînée subsistante Passerat de La Chapelle est suivie depuis Pierre Salomanati alias Passerat, bourgeois de Châtillon en 1458. Un premier rameau éteint de la branche de La Chapelle a été anobli par lettres patentes enregistrées le 21 juin 1769. Un deuxième rameau de la branche de La Chapelle a été anobli en la personne de Louis François Passerat de La Chapelle de Bellegarde (1726-1796) comme maréchal de camp en 1788, d’après l’édit sur la noblesse militaire de 1770, mais ce rameau est éteint en ligne masculine. Les porteurs actuels du nom descendent du frère de Louis François, Antoine Honoré Passerat de La Chapelle (1724-1792). Antoine Honoré aurait été confirmé dans sa noblesse par lettres patentes en 1777, mais l'existence de cet acte n’est pas prouvée.
Quant à la branche cadette subsistante Passerat de Silans, qui trouve son origine commune avec la précédente au XVe siècle, elle a été anoblie par lettres patentes du 18 septembre 1567 d’Emmanuel-Philibert de Savoie.
Colette Lansard a publié en 1982 le journal inédit d'un voyage réalisé en Italie de 1807 à 1808 par Honoré-Anthelme Passerat de la Chapelle.

## Filiation
Ci-dessous, une filiation simplifiée de la famille Passerat :
- Pierre Salomonati (?-après 1458), châtelain et bourgeois de Châtillon-en-Michaille.
  - Benoît Salomonati (?-avant 1527), bourgeois de Châtillon-en-Michaille et conseiller du duc de Savoie.
    - Jean Passerat.
      - Roland Passerat (1523-?), jurisconsulte, marié avec Jeanne Chabrier.
        - Louis Passerat dit Rolandé, capitaine au régiment de Thomas de Savoie, marié avec Philiberte Pernard.
          - Gabriel Passerat de La Chapelle (1608 à Châtillon-en-Michaille – 1693), marié en 1657 avec Jeanne Cécile Courtois, née à Jujurieux, fille de Ligier Courtois, docteur en médecine, et d’Anne de Xaintonge.
            - François Joseph Passerat de La Chapelle (1660-1693 à Châtillon-en-Michaille), marié en 1688 à Jujurieux avec Anne Courtois de Quincez (1660-?), fille de Claude Courtois de Quincez (ca. 1630-?) et de Marie Trocu (ca. 1640-?).
              - Honoré Passerat de La Chapelle (1693 Châtillon-en-Michaille – 1770 Montluel), seigneur de Montville et de Contrevoz, prévôt des maréchaux de France, marié en 1721 à Lyon avec Marie-Thérèse (de) La Live (?-après 1768), fille de Jean-Baptiste Lalive, bourgeois de Lyon, et de Marie Vande.
                - Antoine Honoré Passerat de La Chapelle (1724 à Poleymieux-au-Mont-d'Or – 1792 à Pérouges), capitaine de grenadiers royaux du comté de Bourgogne et lieutenant du roi de la ville de Beaune, marié en 1772 à Lyon avec Catherine de Clavière (1745-1799), fille de François de Clavière (1710 à Lyon-1793), échevin de Lyon, et de Marie-Louise Gesse de Poisieux (1726-1759).
                  - Gabriel Passerat de La Chapelle (1775 à Lyon-1850 à Neuville-sur-Saône), propriétaire à Pérouges, marié en 1801 à Lyon avec Clarisse Daudé du Poussey (1781-1842), fille de Jean-Baptiste Daudé du Poussey (1742 à Lyon-?) et de Madeleine Rambaud (ca. 1760-1842).
                    - Gabriel Passerat de La Chapelle (1802 à Lyon-1877 à Pérouges), maire de Pérouges, marié en 1832 à Lyon avec Louise de Montherot (1814 à Dijon-1876 à Lyon), fille de François de Montherot (1784 à Lyon – 1869 à Pérouges), conseiller général de l’Ain, et de Jeanne Virginie Guenichot de Nogent (1794 à Dijon – avant 1832).
                      - Paul Passerat de La Chapelle (1835 à Pérouges – 1886 à Pérouges), maire de Pérouges, marié en 1859 à Saint-Chamond avec Laure de Boissieu (1840-1890 à Pérouges), fille de Claude de Boissieu (1809 à Lyon – 1880 à Saint-Chamond) et de Louise Dugas de La Boissonny (1814 à Saint-Chamond – 1884 à Saint-Chamond).
                        - Postérité subsistante

                - Louis François Passerat de La Chapelle (1726 à Montmorillon – 1796 à Metz), écuyer , seigneur de Bellegarde, maréchal de camp anobli en 1788, marié en 1772 à Maizières avec Marie Catherine Victoire Perrin des Almons (1747 à Maizières – 1824 à Metz), fille de Joseph Perrin des Almons (1717 à Metz-1798 à Joinville), lieutenant général des armées du roi, et de Marie Catherine d’Antessanty, née dans le duché de Mantoue avant 1748.
                  - Marie Joseph Honoré Passerat de La Chapelle (1773 à Metz – 1836 à Metz), capitaine d'artillerie, marié  en 1798 à Metz avec Louise Pauline de Poutet (1774 à Metz -1861 à Metz), fille de Henri Jacques de Poutet (1738 à Metz – guillotiné en 1793), maître échevin de Metz, et de Marie Gabrielle de Marion (ca. 1742-1819 à Metz).
                    - Postérité subsistante en ligne féminine.

                  - Antoine Catherine Félix Passerat de La Chapelle (1775 à Metz-après 1851), officier d'artillerie et négociant, marié avec sa cousine Germaine Antoinette Passerat de La Chapelle (1773 à Case-Pilote-1808 à Fort-Royal).
                    - Postérité éteinte.

                - Pierre Passerat de La Chapelle (1734 Cheignieu-la-Balme-1805), officier d'artillerie, marié en 1776 à Case-Pilote avec Elycée Héricher Montigny, fille de Jacques Héricher Montigny.
                  - Postérité subsistante.

            - Louis Passerat de La Chapelle (1662 à Châtillon-en-Michaille-1745), receveur du roi à Chatillon en Bugey, marié en 1703 avec Denise Branche.
              - Claude François Passerat de La Chapelle (1707-1784), conseiller du roi, médecin des hôpitaux militaires et auteur d’un Recueil des drogues simples en 1753.
                - Postérité éteinte.

            - Jacob Passerat de La Chapelle (1669 à Châtillon-en-Michaille- ?), marié en 1706 avec Claudine Chalancon.
              - Postérité éteinte.

  - Guillaume Passerat
    - Jean Passerat (?-avant 1549).
      - Jean Louis Passerat dit Billot (ca. 1519 à Châtillon-en-Michaille-1595), marié avec Guillauma Savarin.
        - Louis-Roland Passerat (?-après 1619), seigneur de Bognes et receveur des droits de traverses, marié le 25 juin 1571 avec Claudine Robin (?-avant 1610).
          - Claude Gaspard de Passerat (?-1625), seigneur de Bognes et contrôleur des tailles, marié vers 1604 avec Jeanne Montillet (?-1656 à Belley).
            - Claude de Passerat (?-1655) , marié en 1637 à Belley avec Nicole de Tricaud, née à Belley, fille de Philibert Tricaud (1589 à Thizy-1661 à Belley), juge grenetier, président au grenier à sel de Belley, conseiller du roi et lieutenant civil et criminel du Bugey, et de Georgette de Montfalcon (?-1667).
              - Philibert Passerat de Silans (1638-1694) seigneur du Parc, baron de Silans et lieutenant de chevau-légers, marié en 1665 avec Anne de Mornieu (1638 à Lyon-1699), fille de Melchior de Mornieu, conseiller en la sénéchaussée et siège présidial de Lyon, et de Marie Jacquet.
                - Jean Louis Anthelme Passerat de Silans (1682-1768), baron de Silans, lieutenant au régiment de Gévaudan, marié en 1730 avec Anne de Charron (?-1738), fille de Louis de Charron (1678-?), commissaire général de la Marine et des Galères, et de Louise Françoise de Morel.
                  - Anthelme Melchior Passerat de Silans (1732 à Corbonod-1807 à Seyssel), baron de Silans et seigneur de Grex, marié en 1769 à Seyssel avec Eléonore Montanier de Vens (1744-1772 à Seyssel), fille de Claude Montanier de Vens (1712 à Seyssel-1797), et de Françoise du Noiray (1723- ?).
                    - Marie Augustin François Passerat de Silans (1770-1852), député de l'Ain.
                      - Postérité subsistante.

## Personnalités
- Claude François Passerat de La Chapelle (1707-1784), conseiller du roi, médecin des hôpitaux militaires et auteur d’un Recueil des drogues simples en 1753[5],[6],[7],[8].
- Louis François Passerat de La Chapelle de Bellegarde (1726-1796), maréchal de camp et chevalier de l'ordre royal et militaire de Saint-Louis, anobli en 1788.
- Pierre Passerat de La Chapelle (1734-1805), officier de la Guerre de Sept Ans et de la Guerre d'indépendance des États-Unis[9].
- Marie Augustin François Passerat de Silans (1770-1852), député de l'Ain.
- Anne Passerat de La Chapelle (1926-1944), victime des Nazis[10].

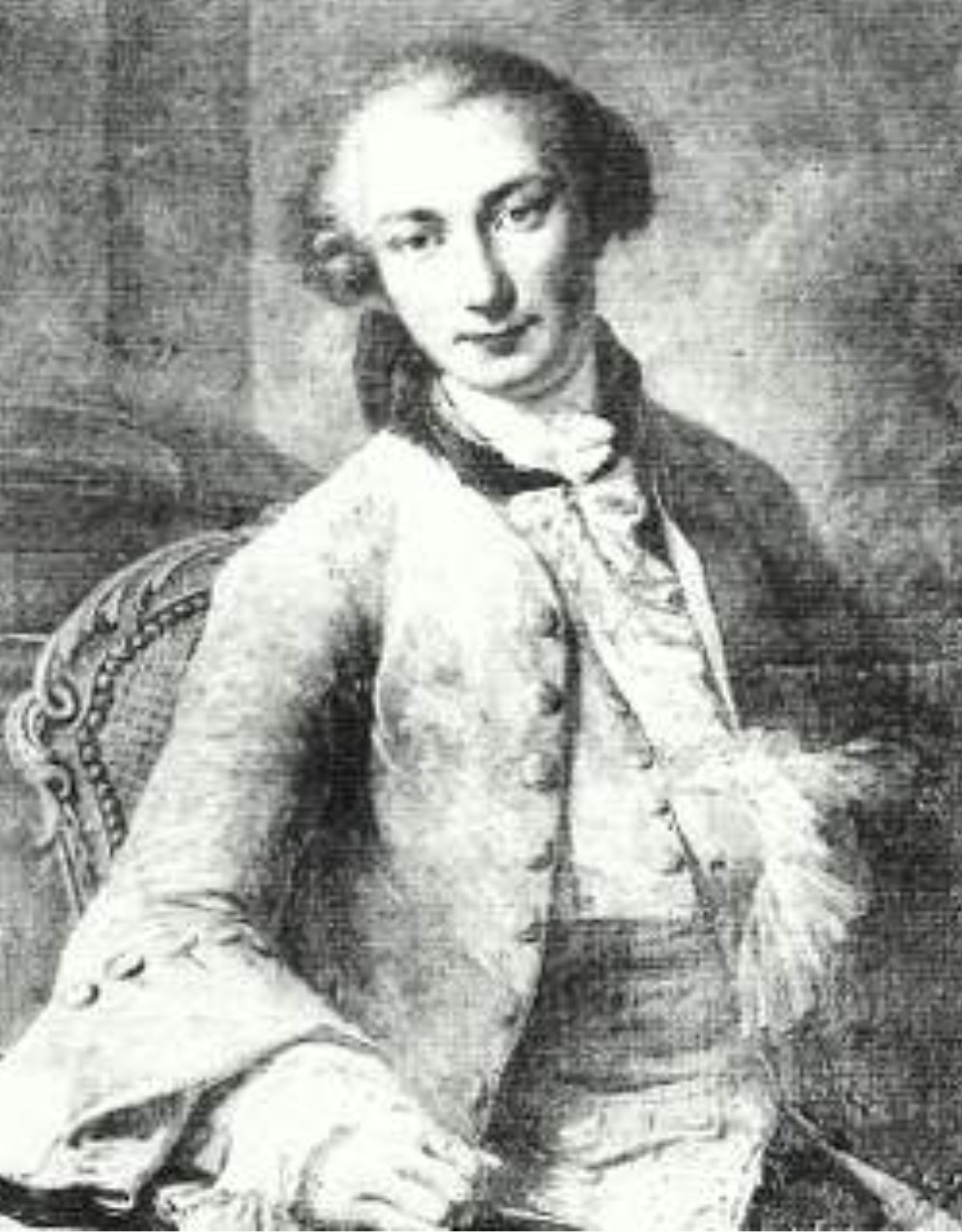
Anthelme Melchior Passerat de Silans (1732-1807).
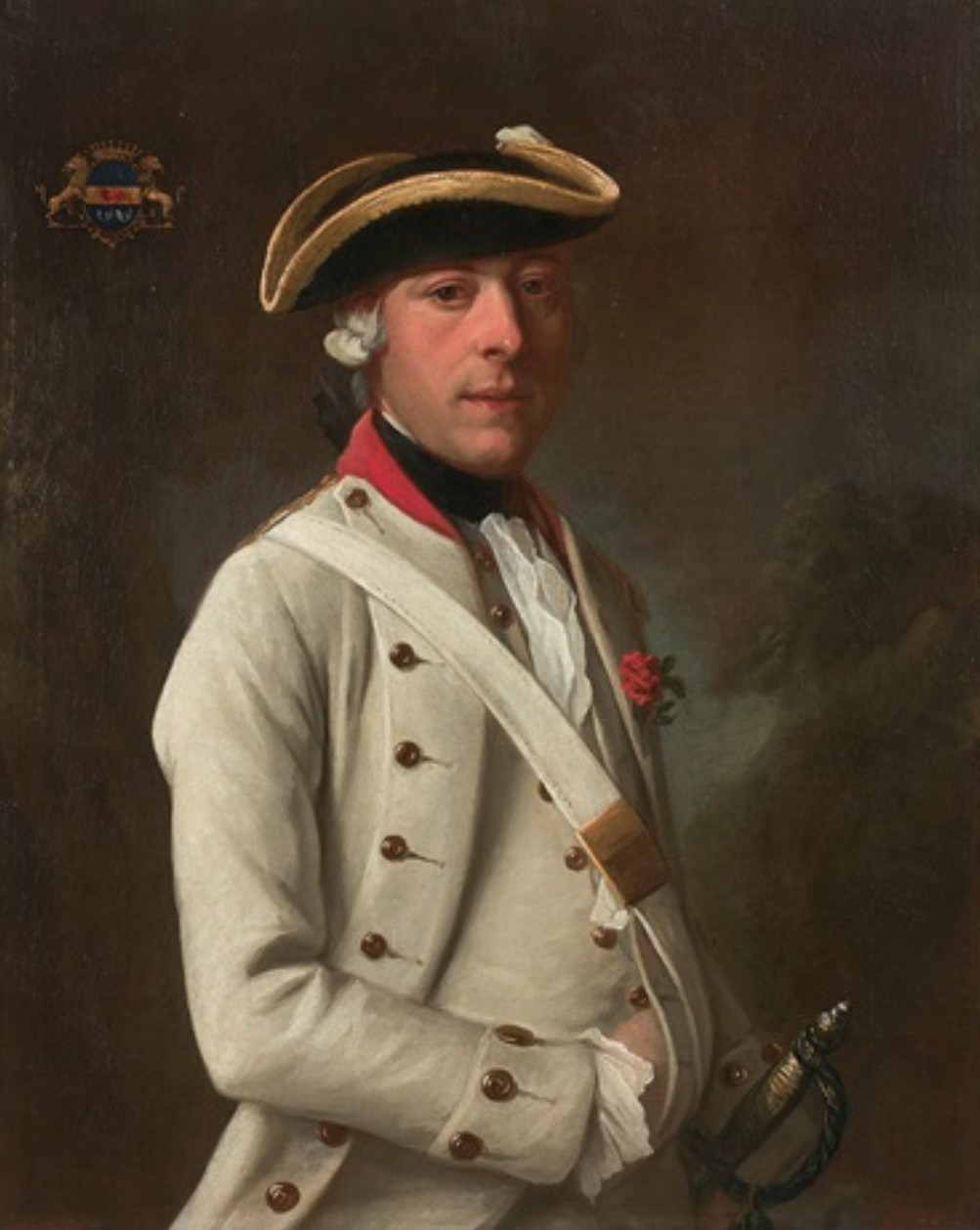
Portrait supposé de Pierre Passerat de La Chapelle, vers 1770.
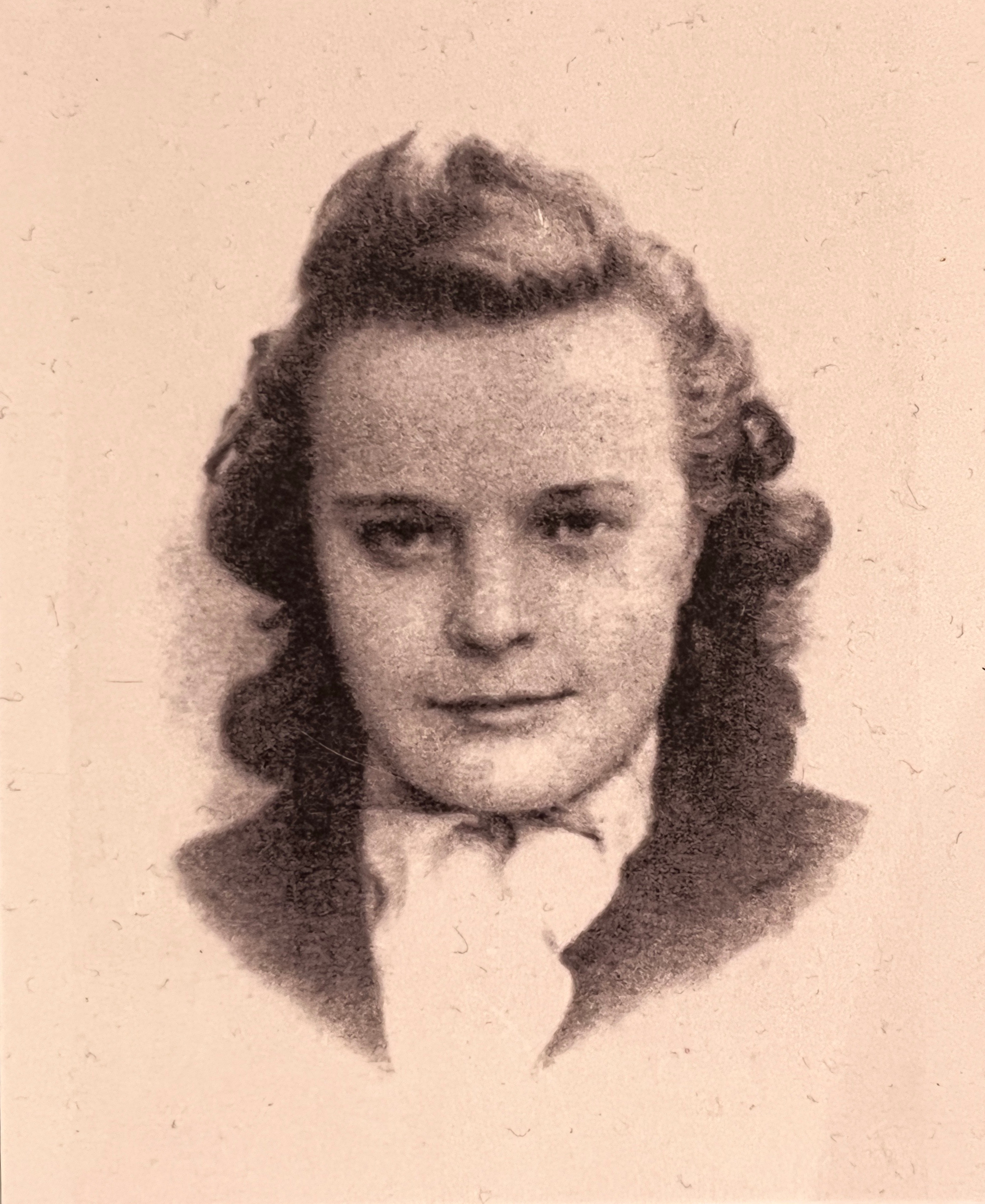
Anne Passerat de La Chapelle (1926-1944).

## Alliances
Les principales alliances de la famille Passerat sont : de Grenaud (1562), de Montillet (1604), Courtois de Quincez (1688), de Clavière (1772), de Parseval, Daudé du Poussey (1801), etc.

## Armes
Les deux branches de la famille Passerat portent : D'azur à la fasce d'or chargé d'un lion passant de gueules accompagné en pointe de deux vols d'argent.,

Blason de la famille Passerat.